# Choco Orta
Choco Orta (née Virgen Milagros Orta Rodriguez le 28 novembre 1959 à Santurce (Porto Rico) est une chanteuse de salsa, percussionniste, danseuse et actrice.
Elle a été surnommée « La Reina del Sabor » par Tito Puente.
Elle est le quatrième enfant de cinq enfants nés de Andrea Rodriguez (femme au foyer) et Tomas Orta (plombier).
Petite, elle écoutait des chanteurs qui l'ont influencé ensuite tels que Ismael Rivera, Trio Los Panchos, Ruth Fernández (en), Benny Moré, Celeste Mendoza ou encore Barbra Streisand.
Lorsque Choco Orta avait sept ans, elle a chanté en public pour la première fois la chanson "Campanitas De Cristal", écrit par son compositeur préféré, Rafael Hernández (en).
En 1973, Choco Orta a été invitée par son professeur de danse Antonio Pantojas à participer en tant que chanteuse, danseuse et comédienne dans son spectacle à la discothèque "Bachelor" de San Juan.
Choco Orta fait ses débuts professionnels avec un groupe de son quartier natal, El Chicharo, appelé Faustino y Su Cuarteto.
En 1983, Choco Orta se rend au Xanudu pour un concert de Papo Lucca y la Sonora Ponceña.
Elle va voir Papo Lucca qu'elle ne connaît pas personnellement et le supplie de la laisser chanter un air et il finit par accepter. Elle interprète alors le boléro "Nosotros".
Le célèbre musicien et producteur Gunda Merced l'approché pour la féliciter pour son interprétation émouvante et l'invite à participer à un enregistrement qu'il produit à cette époque pour un groupe appelé Salsa Fever.
En tant que chanteuse du groupe de Salsa Fever, Choco Orta entame une tournée à Porto Rico, à Cali en Colombie et à Sainte-Croix.
En 1984, Choco Orta est contactée par le célèbre comédien et producteur de films portoricain Jacobo Morales, qui l'invite à participer en tant que comédienne et percussionniste dans l'émission de télévision humoristique "La Tiendita De La Esquina", diffusée du lundi au vendredi à midi sur WAPA-TV, la quatrième chaîne de télévision de Porto Rico, jusqu'en 1986.
En 1987, Choco Orta fait partie du groupe "Las Bohemias", composé de 7 femmes aux multiples talents : Georgina Borris, Sharon Riley, Claribel Médine, Giselle Solis, Taty Rodriguez, Esther Santiago et Choco Orta.
Las Bohemias présentent une comédie musicale sur toute l'île ayant pour thème la musique latine des années 1950 et 1960, dans laquelle Choco Orta, danse, chante et joue divers instruments de percussion.
En 1997, grâce à Gunda Merced, Choco Orta signe un contrat de 5 ans avec le renommé label de salsa MP de Tony Moreno, et son premier CD Sentimiento y Sabor est publié en 1998, suivi de La Reina del Sabor, tous deux sont des succès[réf. nécessaire].
Début 2006, le célèbre chef d'orchestre de salsa Willie Rosario invite Choco Orta à participer à sa production La Banda Qué Deleita pour chanter le titre phare « Lo Que Mas Yo Quiero » en tant que vedette invitée.
En 2009, Choco Orta fait produire Ahora Mismo par la super star internationale de la salsa Gilberto Santa Rosa; il est publié par la maison de disques de celui-ci, Camínalo Discos Inc.
En 2010, Choca Orta décide de lancer son propre label, Chocolocochon Bolsillo Productions, pour prendre le contrôle et donner une continuité à sa carrière musicale, et aussi éventuellement de produire d'autres artistes.
Son CD Swing Choco, est sorti en février 2011. Une grande partie de l'enregistrement et le tournage a été fait au Sénégal.

## Filmographie
- État de force (A Show of Force) (1990) de Bruno Barreto
- Assassins (1995, USA) de Richard Donner. Elle a un petit rôle, celui de la femme du cimetière.
- Bala perdida (2003, Porto Rico) de Raúl Marchand Sánchez.